# Anatol Lieven
Peter Paul Anatol Lieven est un auteur britannique, journaliste lauréat du prix Orwell et analyste politique, actuellement professeur à l'Université de Georgetown, professeur invité au King's College de Londres et membre de New America Foundation.

## Biographie
Anatol Lieven est né le 28 juin 1960 à Londres. Il est le frère d'Elena Lieven, de Dominic Lieven, de Michael Lieven et de la juge Lieven (Dame Natalie Lieven, juge de la Haute Cour d'Angleterre et du pays de Galles), originaire de la famille Lieven de Livonie. Il a obtenu un BA en histoire et un doctorat en sciences politiques du Jesus College de l'université de Cambridge.

## Livres
- Climate Change and the Nation State (2020)
- Pakistan: A Hard Country (2011 ; poche, 2012)
- Ethical Realism: A Vision for America’s Role in the World (2006 ; avec John Hulsman)
- America Right or Wrong: An Anatomy of American Nationalism (2004)
- Ukraine and Russia: Fraternal Rivals (1999)
- Chechnya: Tombstone of Russian Power (1998)
- The Baltic Revolution: Estonia, Latvia, Lithuania and the Path to Independence (1993)

## Prix
- 1993 : Yale University Press Governors' Award pour The Baltic Revolution
- 1993 : Notable Book of the Year de la New York Times Book Review pour The Baltic Revolution[5]
- 1994 : George Orwell Prize for Political Writing pour The Baltic Revolution[6]